# Ärtskär, Åland
Ärtskär är en ö i Åland (Finland). Det ligger i Ålands hav eller Skärgårdshavet och i kommunen Lemland i landskapet Åland, i den sydvästra delen av landet. Ön ligger nära Mariehamn och omkring 280 kilometer väster om Helsingfors.
Öns area är 14,7 hektar och dess största längd är 0,8 kilometer i sydväst-nordöstlig riktning. Ön höjer sig omkring 20 meter över havsytan.